# Левинтов, Борис Львович
Борис Львович Левинтов (24 апреля 1939, Витебск — 8 февраля 2022, Нетания, Центральный округ) — советский и казахстанский учёный в области цветной металлургии, доктор технических наук (1986), профессор (1993), академик НАН РК (2003).

## Биография
Родился 24 апреля 1939 года в Витебске. После начала войны эвакуировался с родителями в Новотроицк.
Окончил Магнитогорский горно-металлургический институт (1961). В 1961—1964 мастер и начальник смены Орско-Халиловского металлургического комбината (Новотроицк).
В 1964—1996 годах старший, главный инженер, младший, старший научный сотрудник, и.о. заведующего лабораторией легирующих металлов и обогащения (1984), ведущий научный сотрудник (1986), главный научный сотрудник (1988), с 1996 заведующий отделом пирометаллургических процессов Института металлургии и обогащения АН Казахстана. 
Основные направления научной деятельности: физико-химические основы создания экологически чистых технологий комплексной переработки сырья и техногенных отходов с извлечением ценных металлов.
Установил закономерности изменения межатомных связей в структуре фосфидных расплавов и выявил области их аморфизации, что позволило создать новый класс недорогих аморфных сплавов; создал новые теоретические представления о кинетике и механизме межфазных взаимодействий в системах Fe-P-Me.
Автор около 250 научных публикаций, в том числе 2 монографий. Получил 60 авторских свидетельств и патентов на изобретения.
Доктор технических наук (1986), профессор (1993), академик НАН РК (2003) (член-корреспондент с 1994).
Лауреат Государственной премии Казахской ССР в области науки и техники (1982). Награждён знаком «Изобретатель СССР»; медалью «Ветеран труда».
Скончался 8 февраля 2022 года в Нетании (Израиль).
Сочинения:
- Исследование процессов окисления жидкого ванадийсодержащего феррофосфора — продукта комплексной переработки ванадиевых руд и фосфоритов Каратау : диссертация … кандидата технических наук : 05.00.00 / Б. Л. Левинтов. — Алма-Ата, 1970. — 206 с. : ил.
- Пирометаллургическая переработка редкометалльного фосфорсодержащего сырья / А. М. Кунаев, Ю. И. Сухарников, Б. Л. Левинтов; АН КазССР, Ин-т металлургии и обогащения. — Алма-Ата : Наука КазССР, 1987. — 245,[1] с. : ил.; 22 см.